# Wachtendonk
Wachtendonk là một đô thị ở district of Kleve trong bang Nordrhein-Westfalen, Đức. It is located về phía tây của Rhine, trung độ giữa Duisburg và Venlo, tại biên giới với Hà Lan. Tên gọi bắt nguồn từ tiếng Hà Lan.